# WWE Over the Limit
Over the Limit – zakończony cykl gal profesjonalnego wrestlingu produkowanych w maju w latach 2010–2012 przez WWE i nadawanych na żywo w systemie pay-per-view. Cykl został utworzony w 2010 i zastąpił Judgment Day w kalendarzu gal PPV. W walkach wieczoru wszystkich gal wystąpił John Cena. W 2013 Over the Limit miało zostać zorganizowane w październiku, lecz ostatecznie zostało zastąpione przez galę Battleground.

## Lista gal
| Gala                               | Lokalizacja                | Arena           | Walka wieczoru                                              |
| ---------------------------------- | -------------------------- | --------------- | ----------------------------------------------------------- |
| Over the Limit (2010) 23 maja 2010 | Detroit, Michigan          | Joe Louis Arena | John Cena (c) vs. Batista „I Quit” match o WWE Championship |
| Over the Limit (2011) 22 maja 2011 | Seattle, Waszyngton        | KeyArena        | John Cena (c) vs. The Miz „I Quit” match o WWE Championship |
| Over the Limit (2012) 20 maja 2012 | Raleigh, Karolina Północna | PNC Arena       | John Laurinaitis vs. John Cena No Disqualification match    |

## Wyniki gal

### 2010
Over the Limit (2010) – gala wrestlingu wyprodukowana przez federację World Wrestling Entertainment (WWE). Odbyła się 23 maja 2010 w Joe Louis Arena w Detroit w stanie Michigan. Emisja była przeprowadzana na żywo w systemie pay-per-view. Była to pierwsza gala w chronologii cyklu Over the Limit.
Podczas gali odbyło się dziewięć walk, w tym jedna nietransmitowana w telewizji. W walce wieczoru, którą był „I Quit” match, John Cena obronił WWE Championship pokonując Batistę. Ponadto Big Show pokonał Jacka Swaggera przez dyskwalifikację i nie zdobył od niego World Heavyweight Championship, zaś Rey Mysterio pokonał CM Punka w walce, dzięki której Mysterio mógł ogolić włosy swojemu rywalowi.
| Nr                                                                                    | Wyniki                                                                                              | Stypulacje                                                                                       | Czas  |
| ------------------------------------------------------------------------------------- | --------------------------------------------------------------------------------------------------- | ------------------------------------------------------------------------------------------------ | ----- |
| 1D                                                                                    | Montel Vontavious Porter pokonał Chavo Guerrero                                                     | Singles match                                                                                    | 04:20 |
| 2                                                                                     | Kofi Kingston pokonał Drewa McIntyre'a (c)                                                          | Singles match o WWE Intercontinental Championship                                                | 06:24 |
| 3                                                                                     | R-Truth pokonał Teda DiBiasego (z Virgilem)                                                         | Singles match                                                                                    | 07:46 |
| 4                                                                                     | Rey Mysterio pokonał CM Punka                                                                       | Straight Edge Society pledge vs. Hair match Straight Edge Society było wyrzucone z okolic ringu. | 13:49 |
| 5                                                                                     | The Hart Dynasty (David Hart Smith i Tyson Kidd) (c) (z Natalyą) pokonali Chrisa Jericho i The Miza | Tag team match o Unified WWE Tag Team Championship                                               | 10:44 |
| 6                                                                                     | Edge vs. Randy Orton zakończyło się podwójnym wyliczeniem poza-ringowym                             | Singles match                                                                                    | 12:58 |
| 7                                                                                     | Big Show pokonał Jacka Swaggera (c) przez dyskwalifikację                                           | Singles match o World Heavyweight Championship                                                   | 05:05 |
| 8                                                                                     | Eve Torres (c) pokonała Maryse                                                                      | Singles match o WWE Divas Championship                                                           | 05:03 |
| 9                                                                                     | John Cena (c) pokonał Batistę                                                                       | „I Quit” match o WWE Championship                                                                | 20:33 |
| (c) – mistrz/mistrzyni przed walkąD – walka była dark matchem (nietransmitowana w TV) | |                                                                                                  |       |

### 2011
Over the Limit (2011) – gala wrestlingu wyprodukowana przez federację WWE. Odbyła się 20 maja 2011 w KeyArena w Seattle w Waszyngtonie. Emisja była przeprowadzana na żywo w systemie pay-per-view. Była to druga gala w chronologii cyklu Over the Limit.
Podczas gali odbyło się dziewięć walk, w tym jedna nietransmitowana w telewizji. W walce wieczoru John Cena pokonał The Miza w „I Quit” matchu i obronił WWE Championship. Oprócz tego Randy Orton pokonał Christiana broniąc World Heavyweight Championship, zaś Wade Barrett utrzymał WWE Intercontinental Championship przegrywając przez dyskwalifikację z Ezekielem Jacksonem.
| Nr                                                                                    | Wyniki                                                               | Stypulacje | Czas    |
| ------------------------------------------------------------------------------------- | -------------------------------------------------------------------- | --- | ------- |
| 1D                                                                                    | Daniel Bryan pokonał Drewa McIntyre'a poprzez submission             | Singles match | Unknown |
| 2                                                                                     | R-Truth pokonał Reya Mysterio                                        | Singles match | 08:12   |
| 3                                                                                     | Ezekiel Jackson pokonał Wade’a Barretta (c) przez dyskwalifikację    | Singles match o WWE Intercontinental Championship                                                                     | 07:27   |
| 4                                                                                     | Sin Cara pokonał Chavo Guerrero                                      | Singles match | 07:23   |
| 5                                                                                     | Big Show i Kane (c) pokonali The New Nexus (CM Punka i Masona Ryana) | Tag team match o WWE Tag Team Championship                                                                            | 09:06   |
| 6                                                                                     | Brie Bella (c) (z Nikki Bellą) pokonała Kelly Kelly                  | Singles match o WWE Divas Championship                                                                                | 04:03   |
| 7                                                                                     | Randy Orton (c) pokonał Christiana                                   | Singles match o World Heavyweight Championship                                                                        | 16:52   |
| 8                                                                                     | Jerry Lawler pokonał Michaela Cole’a                                 | Kiss My Foot match Jeżeli Cole wygra, Lawler zrezygnuje z członkostwa w WWE Hall of Fame i wprowadzi do niego Cole’a. | 03:01   |
| 9                                                                                     | John Cena (c) pokonał The Miza (z Alexem Rileyem)                    | „I Quit” match o WWE Championship                                                                                     | 24:56   |
| (c) – mistrz/mistrzyni przed walkąD – walka była dark matchem (nietransmitowana w TV) |                                                                      | |         |

### 2012
Over the Limit (2011) – gala wrestlingu wyprodukowana przez federację WWE. Odbyła się 20 maja 2012 w PNC Arena w Raleigh w stanie Karolina Północna. Emisja była przeprowadzana na żywo w systemie pay-per-view. Była to trzecia i ostatnia gala w chronologii cyklu Over the Limit.
Podczas gali odbyło się dziesięć walk, w tym jedna podczas pre-show. Pojedynkiem wieczoru był No Disqualification match, w którym John Laurinaitis pokonał Johna Cenę i zachował posadę generalnego menadżera brandów Raw i SmackDown. Oprócz tego CM Punk obronił WWE Championship pokonując Daniela Bryana, a Christian dzięki wygranej w Battle Royalu zadecydował o walce o WWE Intercontinental Championship z Codym Rhodesem, którą wygrał.
| Nr                                                                   | Wyniki                                                                                         | Stypulacje | Czas  |
| -------------------------------------------------------------------- | ---------------------------------------------------------------------------------------------- | --- | ----- |
| 1P                                                                   | Kane pokonał Zacka Rydera                                                                      | Singles match | 6:55  |
| 2                                                                    | Christian wygrał eliminując jako ostatniego The Miza                                           | 20-osobowy Battle Royal o miano pretendenta do WWE United States lub WWE Intercontinental Championship.                           | 12:24 |
| 3                                                                    | Kofi Kingston i R-Truth (c) pokonali Dolpha Zigglera i Jacka Swaggera (z Vickie Guerrero)      | Tag team match o WWE Tag Team Championship                                                                                        | 13:44 |
| 4                                                                    | Layla (c) pokonała Beth Phoenix                                                                | Singles match o WWE Divas Championship                                                                                            | 07:50 |
| 5                                                                    | Sheamus (c) pokonał Alberto Del Rio (z Ricardo Rodriguezem), Chrisa Jericho i Randy’ego Ortona | Fatal-4-Way match o World Heavyweight Championship                                                                                | 16:06 |
| 6                                                                    | Brodus Clay (z Cameron i Naomi) pokonał The Miz                                                | Singles match | 05:48 |
| 7                                                                    | Christian pokonał Cody’ego Rhodesa (c)                                                         | Singles match o WWE Intercontinental Championship                                                                                 | 08:35 |
| 8                                                                    | CM Punk (c) pokonał Daniela Bryana                                                             | Singles match for the WWE Championship                                                                                            | 24:04 |
| 9                                                                    | Ryback pokonał Camacho (z Hunico)                                                              | Singles match | 00:54 |
| 10                                                                   | John Laurinaitis pokonał Johna Cenę                                                            | No Disqualification match Jeśli Cena wygra, Laurinaitis zostanie zwolniony. Ktokolwiek zainterweniuje w walce zostanie zwolniony. | 17:02 |
| (c) – mistrz/mistrzyni przed walkąP – walka miała miejsce w pre-show |                                                                                                | |       |

Battle Royal
| 1          | Heath Slater         | The Great Khali'ego                       | 01:27     |           |           |
| 2          | Michael McGillicutty | The Great Khali'ego                       | 01:40     |           |           |
| 3          | JTG                  | The Usos                                  | 02:02     |           |           |
| 4          | Yoshi Tatsu          | Drewa McIntyre'a                          | 02:18     |           |           |
| 5          | Ezekiel Jackson      | Curta Hawkinsa i Tylera Reksa             | 02:30     |           |           |
| 6          | Jey Uso              | Darrena Younga                            | 03:07     |           |           |
| 7          | Drew McIntyre        | Curta Hawkinsa i Tylera Reksa             | 03:40     |           |           |
| 8          | Curt Hawkins         | The Great Khali'ego                       | 03:56     |           |           |
| 9          | Tyler Reks           | The Great Khali'ego                       | 03:57     |           |           |
| 10         | Jinder Mahal         | The Great Khali'ego                       | 04:08     |           |           |
| 11         | The Great Khali      | Darrena Younga, The Miza i Titusa O’Neila | 05:21     |           |           |
| 12         | Titus O’Neil         | Jimmy’ego Uso                             | 06:03     |           |           |
| 13         | Jimmy Uso            | Darrena Younga                            | 06:40     |           |           |
| 14         | William Regal        | Christiana                                | 07:17     |           |           |
| 15         | Darren Young         | Alexa Rileya                              | 07:48     |           |           |
| 16         | Alex Riley           | The Miza                                  | 08:30     |           |           |
| 17         | Tyson Kidd           | Davida Otungę                             | 09:32     |           |           |
| 18         | David Otunga         | Christiana                                | 11:29     |           |           |
| 19         | The Miz              | Christiana                                | 12:24     |           |           |
| Zwycięzca: | Christian            | Christian                                 | Christian | Christian | Christian |